# MINIDocs Nashville
MINIDocs Nashville é o terceiro extended play da cantora Manu Gavassi, lançado no dia 28 de maio de 2019 através da gravadora Universal Music. O EP apresenta 4 faixas de releituras de alguns de seus sucessos. Gravado no estúdio Blackbird em Nashville, o EP ocupou o primeiro lugar no iTunes Brasil.

## Faixas
Todas as faixas escritas por Manu Gavassi e produzidas por Tó Brandileone.
| N.º | Título               | Duração |  |
| 1.  | "Planos Impossíveis" | 4:04    |  |
| 2.  | "O Fim"              | 3:09    |  |
| 3.  | "Antes do Fim"       | 3:04    |  |
| 4.  | "Meio Sorriso"       | 2:45    |  |